# زانکت مرگن
زانکت مرگن (به آلمانی: St. Märgen) یک شهر در آلمان است که در برایگاو-هخشوارتسوالد واقع شده‌است. زانکت مرگن ۱٬۸۹۹ نفر جمعیت دارد.